# Babilon (film)
Babilon (ang. Babylon) – amerykański komediodramat z 2022 roku, którego reżyserem i scenarzystą jest Damien Chazelle, a główne role grają Brad Pitt, Margot Robbie, Diego Calva, Jean Smart, Jovan Adepo i Li Jun Li. Film przedstawia losy kilku bohaterów pod koniec ery kina niemego, gdy w Hollywood standardem stawały się filmy dźwiękowe. Zdjęcia do produkcji kręcone były w Los Angeles i Santa Clarita.
Film miał premierę w Stanach Zjednoczonych 23 grudnia 2022, z kolei w Polsce – 20 stycznia 2023.

## Fabuła
Hollywood, rok 1926. Młody imigrant z Meksyku, Manny marzy o pracy w przemyśle filmowym. Na wystawnym przyjęciu zorganizowanym przez wpływowego producenta Dona Wallacha poznaje ekscentryczną Nellie, aspirującą aktorkę oraz Jacka Conrada, wielką gwiazdę filmową. Zarówno Manny'emu, jak i Nellie wskutek zbiegów okoliczności udaje się trafić na plan filmowy – on jako towarzystwo Jacka na planie, ona jako nagłe zastępstwo aktorki, która w przeddzień zdjęć przedawkowała na imprezie Wallacha. Obydwoje odnoszą jednocześnie pierwsze sukcesy. Kiedy pną się po szczeblach kariery, w przemyśle filmowym pojawia się rewolucja, która zmienia branżę bezpowrotnie – film dźwiękowy.

## Obsada
Źródła:

- Brad Pitt jako Jack Conrad
- Margot Robbie jako Nellie LaRoy
- Diego Calva jako Manny Torres
- Jovan Adepo jako Sidney Palmer
- Li Jun Li jako Lady Fay Zhu
- Jean Smart jako Elinor St. John
- Tobey Maguire jako James McKay
- Lukas Haas jako George Munn
- Max Minghella jako Irving Thalberg
- Samara Weaving jako Constance Moore
- Olivia Wilde jako Ina Conrad
- Spike Jonze jako Otto von Strassburger
- Katherine Waterston jako Estelle
- Flea jako Bob Levine
- Jeff Garlin jako Don Wallach
- Olivia Hamilton jako Ruth Adler
- P.J. Byrne jako asystent Ruth
- Rory Scovel jako hrabia
- Eric Roberts jako Robert Roy
- Phoebe Tonkin jako Jane Thornton
- Chloe Fineman jako Marion Davies
- Telvin Griffin jako Reggie
- Karina Fontes jako Jen
- Troy Metcalf jako Orville Pickwick